# Maverick (naam)
Maverick is zowel een achternaam als een voornaam. Het is een Engelse jongensnaam.

## Bekende naamdragers
- Maverick Viñales Spaans motorcoureur

## Varianten
- Mavrick Boejoekoe Surinaams bestuurder
- Mavericks (locatie) Amerikaanse surflocatie